# Kriget om Transnistrien
Kriget om Transnistrien var en militär konflikt som bröt ut i november 1990 i Dubăsari mellan pro-transnistriska och pro-moldaviska styrkor. Striderna intensifierades den 1 mars 1992, med växlande vapenvilor fram till tidig sommar 1992. Den 21 juli 1992 beslutades om en permanent vapenvila, som har rått sedan dess. Konflikten fortsatte att vara olöst fram till 2011, då samtal hölls i beskydd av Organisationen för säkerhet och samarbete i Europa, med Litauen som dåvarande ordförandenation.

## Bakgrund

### Historisk bakgrund
Innan Sovjetunionen ockuperade Bessarabien och Norra Bukovina och skapandet av Moldaviska SSR 1940 var Bessarabien en del av Moldavien. Den del som låg väster om floden Dnestr (Nistru) tillhörde Rumänien (1918-1940). Bidragande faktor i skapandet av Moldaviska SSR var Molotov–Ribbentrop-pakten mellan Sovjetunionen och Nazityskland. Dagens Moldavien har sedan sin självständighetsförklaring 1991 ansett denna indelning ogiltig. De territoriella förändringarna som skedde till följd av skapandet av Sovjetunionen har dock efter dess fall kvarstått.
Före skapandet av Moldaviska SSR var dagens Transnistrien en del av Ukrainska SSR som en autonom republik kallad Moldaviska Autonoma Socialistiska Sovjet Republiken (Moldaviska ASSR) med Tiraspol som sin huvudstad (1924-1940). Dess yta motsvarade ca 10 % av Moldaviens territorium. 

### Politisk bakgrund
Under sovjetiskt styre blev Moldaviska SSR föremål för russifiering vilket även innebar en isolering från den rumänska kulturen samt införande av det kyrilliska alfabetet för det rumänska språket. Under de sista åren av 1980-talet ändrades det sovjetiska politiska landskapet i och med Michail Gorbatjovs nya policyer perestrojka och glasnost. Detta möjliggjorde pluralism på regional nivå. I Moldaviska SSR, som i många andra delar av Sovjet, bidrog detta till att nationella rörelser blev dominerande inom politiken.